# ヴィヒャルト・ヨアヒム・ハインリヒ・フォン・メレンドルフ

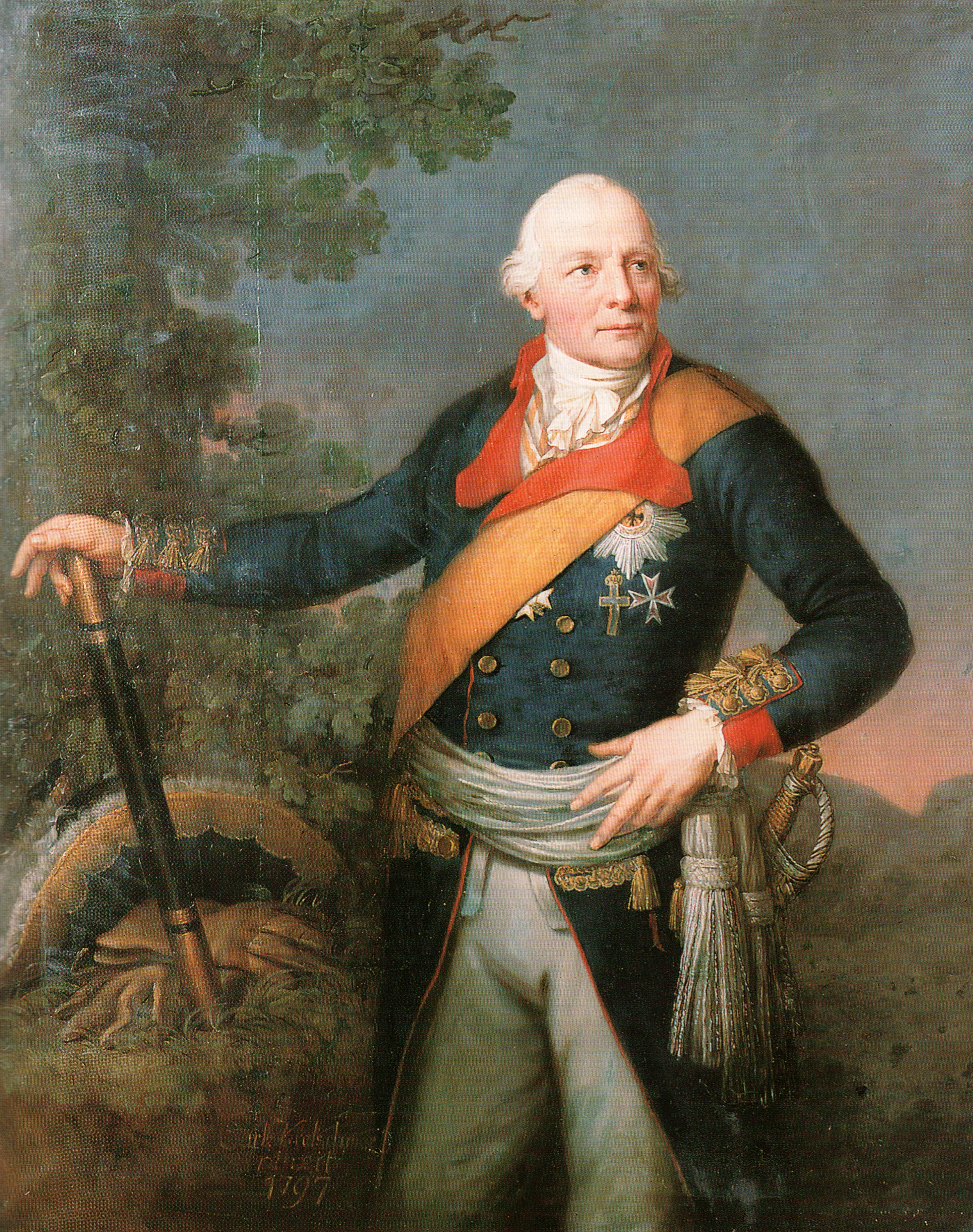
ヴィヒャルト・ヨアヒム・ハインリヒ・フォン・メレンドルフ、1797年作。

ヴィヒャルト・ヨアヒム・ハインリヒ・フォン・メレンドルフ（ドイツ語: Wichard Joachim Heinrich von Möllendorf、1724年1月7日 - 1816年1月28日）は、プロイセン王国の陸軍元帥。

## 生涯
メレンドルフはブランデンブルク選帝侯領のリンデンベルクで生まれた。1740年にプロイセン王フリードリヒ2世のペイジになり、第一次シュレージエン戦争の勃発ではじめて戦争に参加した。第二次シュレージエン戦争にも参戦、1745年のゾーアの戦いの功績で大尉に昇進した。
続く七年戦争では1757年のロイテンの戦いに参加、1758年のホッホキルヒの戦いの戦功で少佐に昇進した。1760年のトルガウの戦いでは戦況の劣勢を逆転させ、オーストリア軍の捕虜になったものの翌1761年に釈放され、1762年に少将に昇進した。同年のブルケルスドルフの戦いではヴィートとメレンドルフの旅団がプロイセン軍の勝利に導いた。その尽力に報い、プール・ル・メリット勲章を授かる。
17年後のバイエルン継承戦争では中将として軍を率い、ブリュクスで数少ない会戦の1つに勝利した。以降はベルリン総督に任命され（1783年）、歩兵大将（1787年）、陸軍元帥（1793年）に昇進した。同1793年には第二次ポーランド分割を実施するプロイセン軍を率いた。フランス革命戦争では1794年のライン川を進むプロイセン軍を率いた。
1806年のイエナ・アウエルシュタットの戦いでは直接軍を率いることはなかったものの、国王フリードリヒ・ヴィルヘルム3世とともにアウエルシュタットにおり、負傷した後にエアフルトの降伏で捕虜になった。その後、ナポレオン・ボナパルトはメレンドルフを釈放してレジオンドヌール勲章を授与した。以降は引退生活を送り、1816年にハーフェルベルクで死去した。